# وینا و فانتوم‌ها
وینا و فانتوم‌ها (انگلیسی: Viena and the Fantomes) یک فیلم درام، عاشقانه و موزیکال آمریکایی به نویسندگی و کارگردانی خراردو نارانخو که در سال ۲۰۲۰ منتشر شد. داکوتا فانینگ، جرمی آلن وایت، فرانک دیلین، سارا استیل، فیلیپ اتینگر، رایان لبوف، کلب لندری جونز، زوئی کراویتز، اولیویا لوکاردی و ایوان ریچل وود در این فیلم ایفای نقش می‌کنند.
فیلمبرداری این فیلم در سال ۲۰۱۴ در لاس وگاس انجام شد، و خراردو نارانخو اولین کار خود را به زبان انگلیسی از روی فیلمنامه ای که او نوشت انجام داد. این فیلم در نهایت تا سال ۲۰۲۰ به تعویق افتاد، زیرا فیلمسازان خواهان ویرایش «عالی» بودند. در سایت راتن تومیتوز بر اساس ۵ بررسی دارای ۲۰ درصد تائیدیه و امتیاز ۴ از ۱۰ است.

## داستان
یک مسئول تدارکات در دههٔ هشتاد میلادی با یک گروه موسیقی پانک در شمال آمریکا سفر می‌کند، او با این گروه اتفاقاتی را تجربه می‌کند که…